# Stani Nitkowski
Stani Nitkowski (ur. 29 maja 1949 w La Pouëze, zm. 2 kwietnia 2001 tamże) – francuski malarz polskiego pochodzenia.

## Życiorys
Był synem polskiego górnika i francuskiej krawcowej, urodził chory na postępującą dystrofię mięśniową. Niepełnosprawność sprawiła, że studiował korespondencyjnie, w maju 1968 przeniósł się do Paryża i tam pracował w banku. Wkrótce powrócił do rodzinnej miejscowości, gdzie na początku również pracował w banku, a następnie jako urzędnik notarialny i pracownik organizacji charytatywnej Emmaus. Ze względu na chorobę, w wieku 23 lat zaczął korzystać z wózka inwalidzkiego. Wtedy po nieudanej próbie samobójczej zajął się malarstwem. Nowa pasja pochłonęła go całkowicie, cały wolny czas poświęcał na tworzeniu obrazów. Początkowo były to abstrakcje, a następnie zaczął tworzyć przy użyciu tuszu. Po raz pierwszy wystawił swoje prace w 1974. W Cosse-de-Vivien poznał artystę malarza Roberta Tatina, który postanowił wspierać Stani Nitkowskiego w nauce malarstwa. Dzięki Jeanowi Dubuffet i Robertowi Tatin artysta poznał Ceres Franco, która przyjmuje jego twórczość do swojej galerii "L'Œil de Bœuf" (Oko Wołu), równocześnie Roland Vanuxem postanawia być impresario artysty. W 1993 w Niort Museum miała miejsce wystawa retrospektywna podsumowująca dwadzieścia lat twórczości artysty. W lutym 2001 głęboko przeżył śmierć syna, podczas załamania nerwowego popełnił samobójstwo 2 kwietnia 2001.
Twórczość Stani Nitkowskiego powstawała pod wpływem jego choroby, artysta stosował zgaszone kolory, używał intensywnie czerni.